# Elveția la Concursul Muzical Eurovision
Elveția a participat la Concursul Muzical Eurovision în fiecare an, de când a început concursul cu excepția aniilor 1995, 1999, 2001 și 2003.  Elveția a găzduit primul concurs din 1956, la Lugano, pe care l-a și câștigat prin Lys Assia cu piesa "Refrain". Elveția a mai câștigat în 1988, la Dublin, cu cântăreața canadiană Céline Dion, cu piesa "Ne partez pas sans moi" și în 2024, la Malmö, cu piesa "The Code", interpretată de Nemo.

## Participări

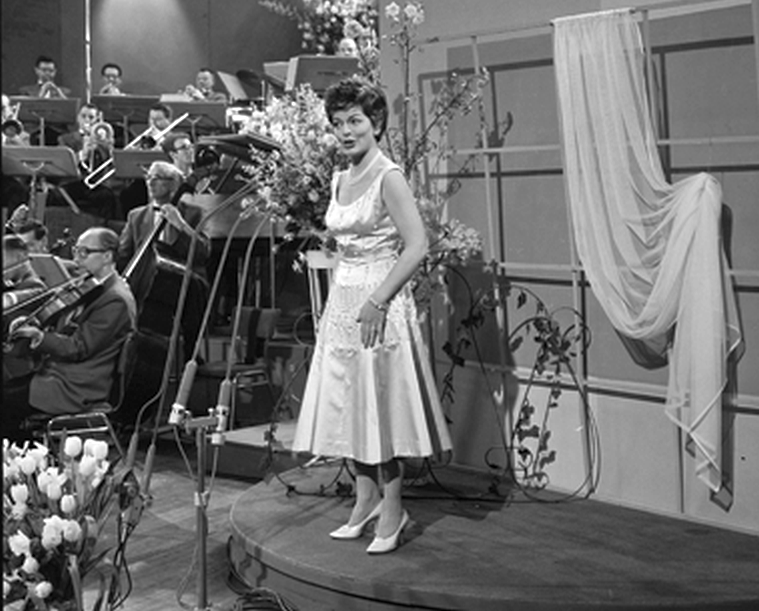
Lys Assia la Hilversum (1958)

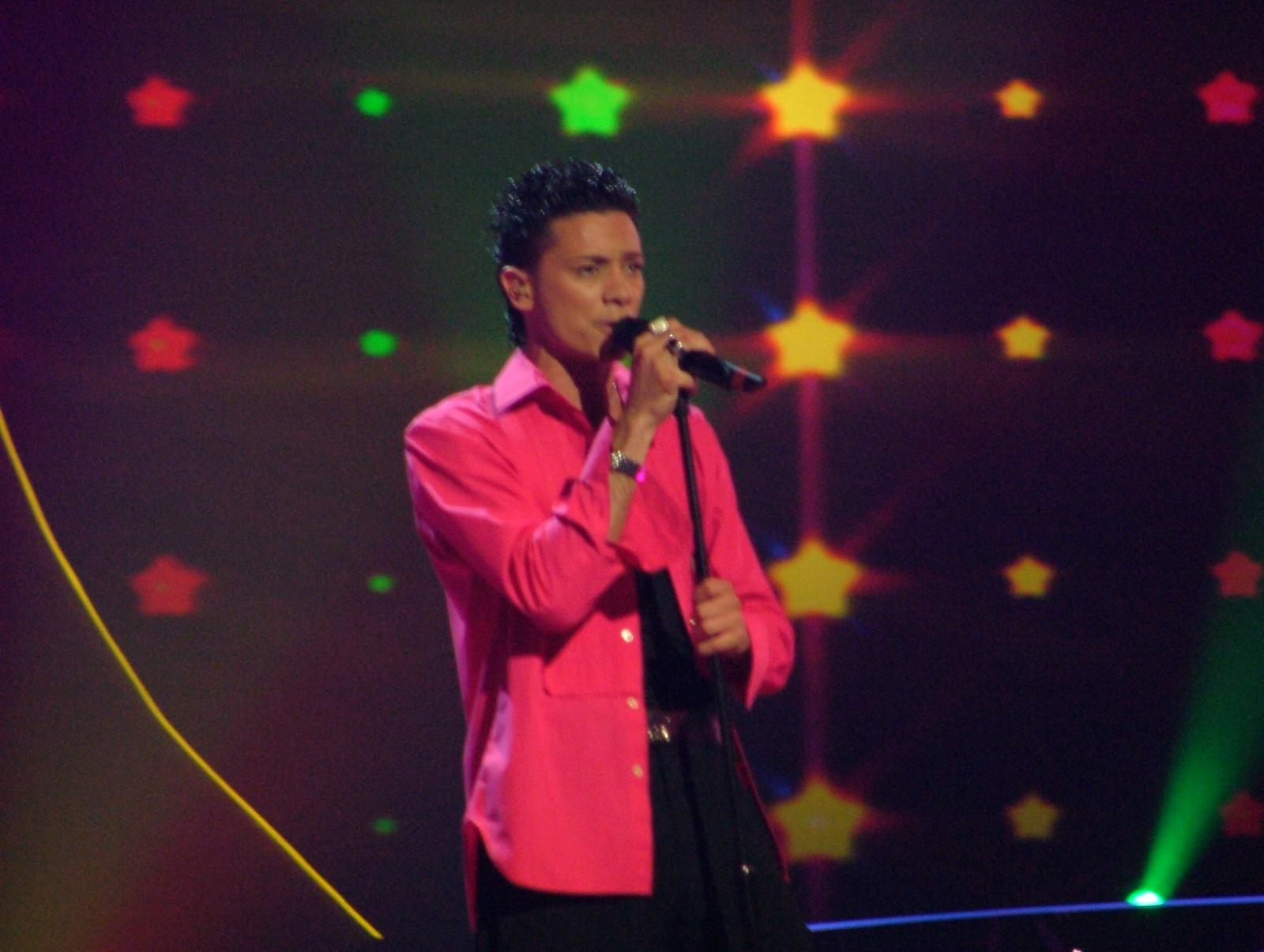
Piero Esteriore la Istambul (2004)

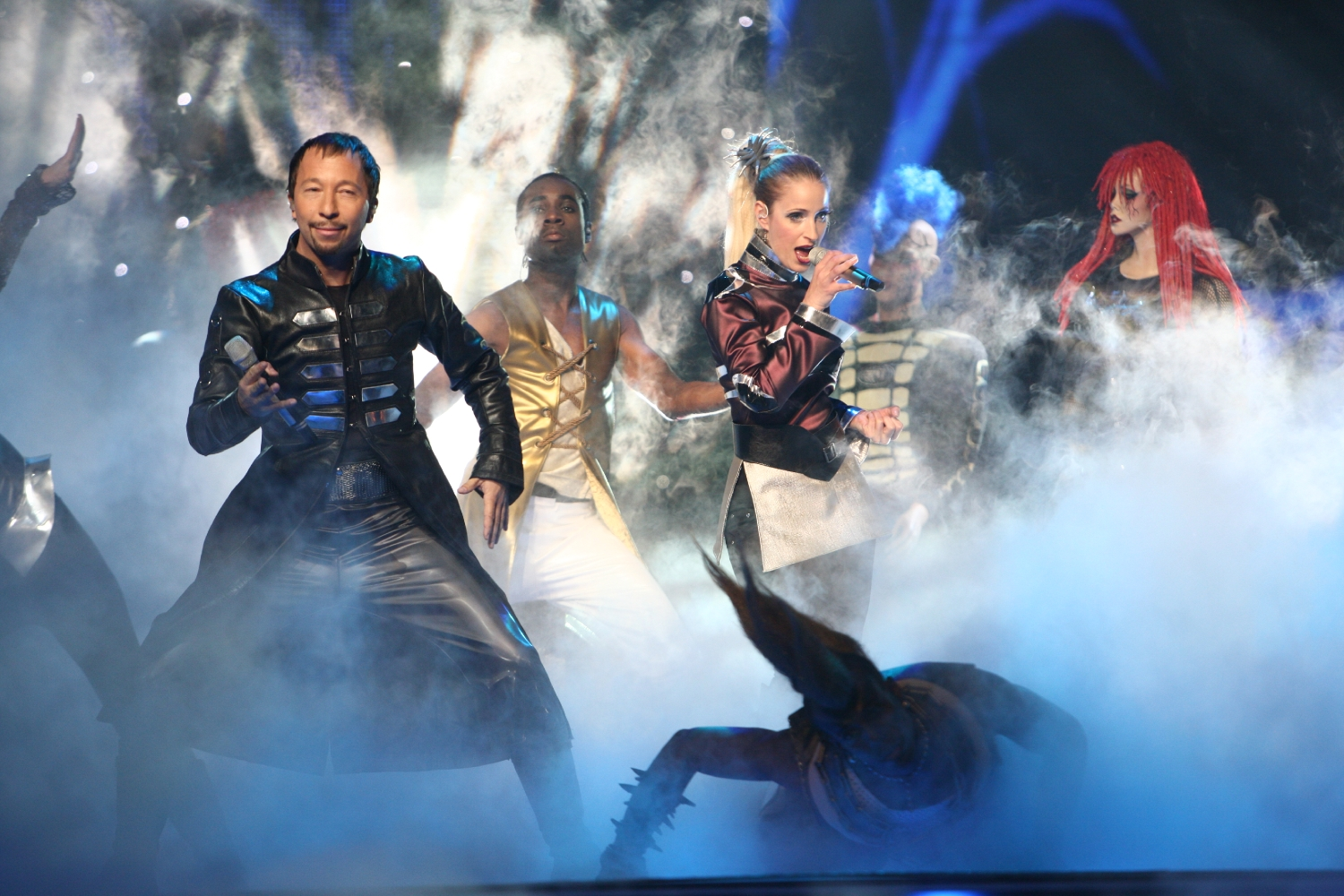
Dj BoBo la Helsinki (2007)

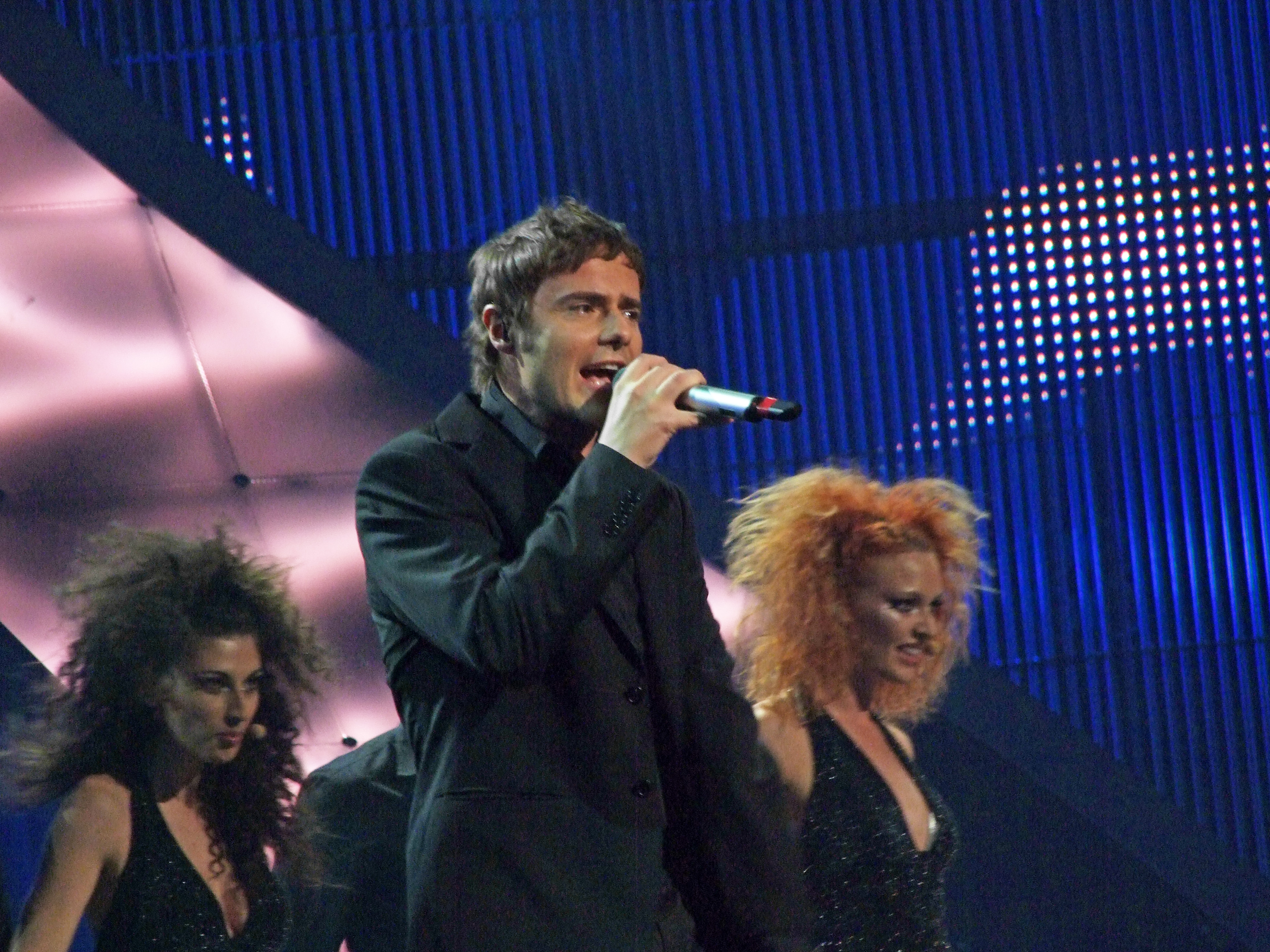
Paolo Meneguzzi la Belgrad (2008)

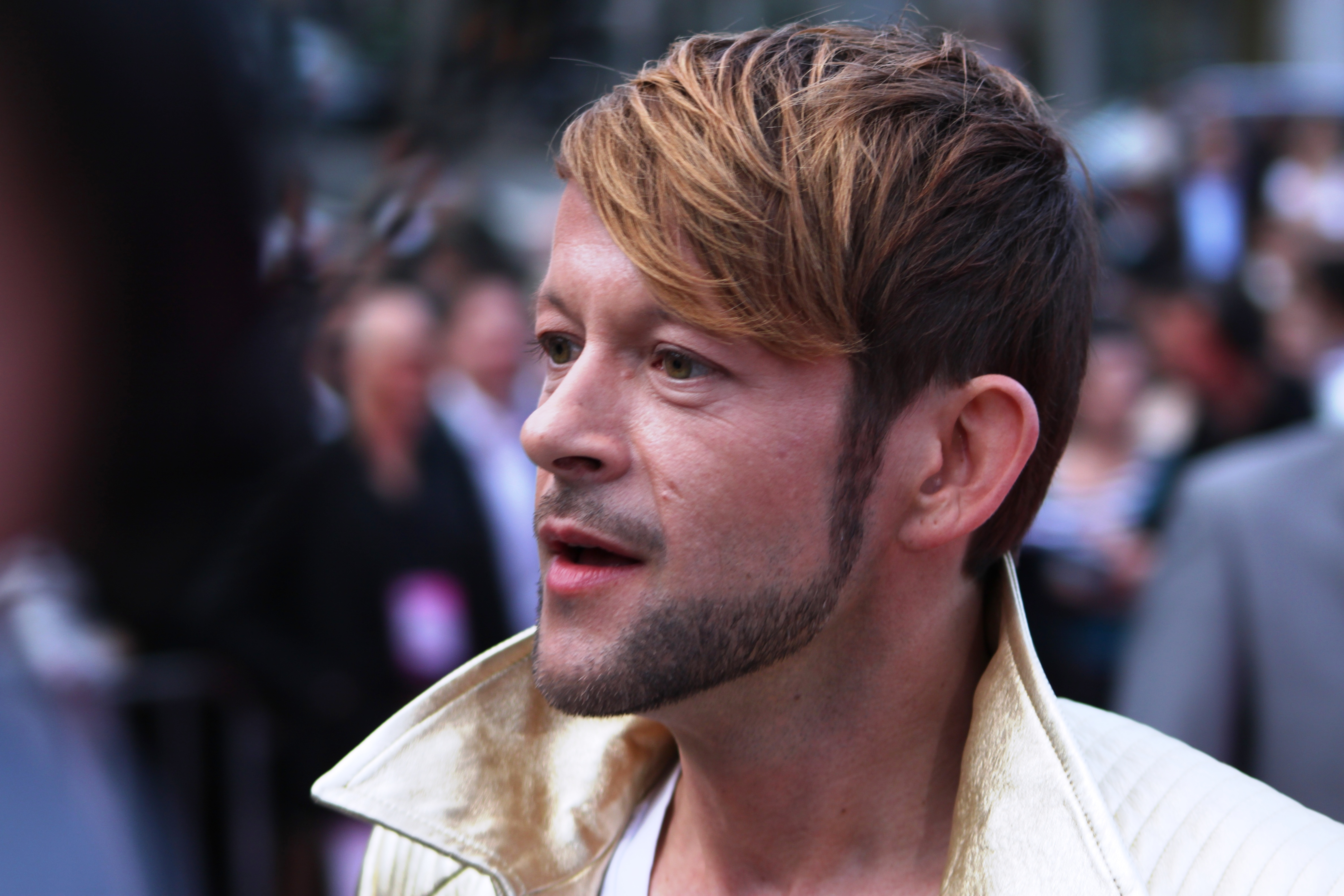
Michael von der Heida la Oslo, 2010

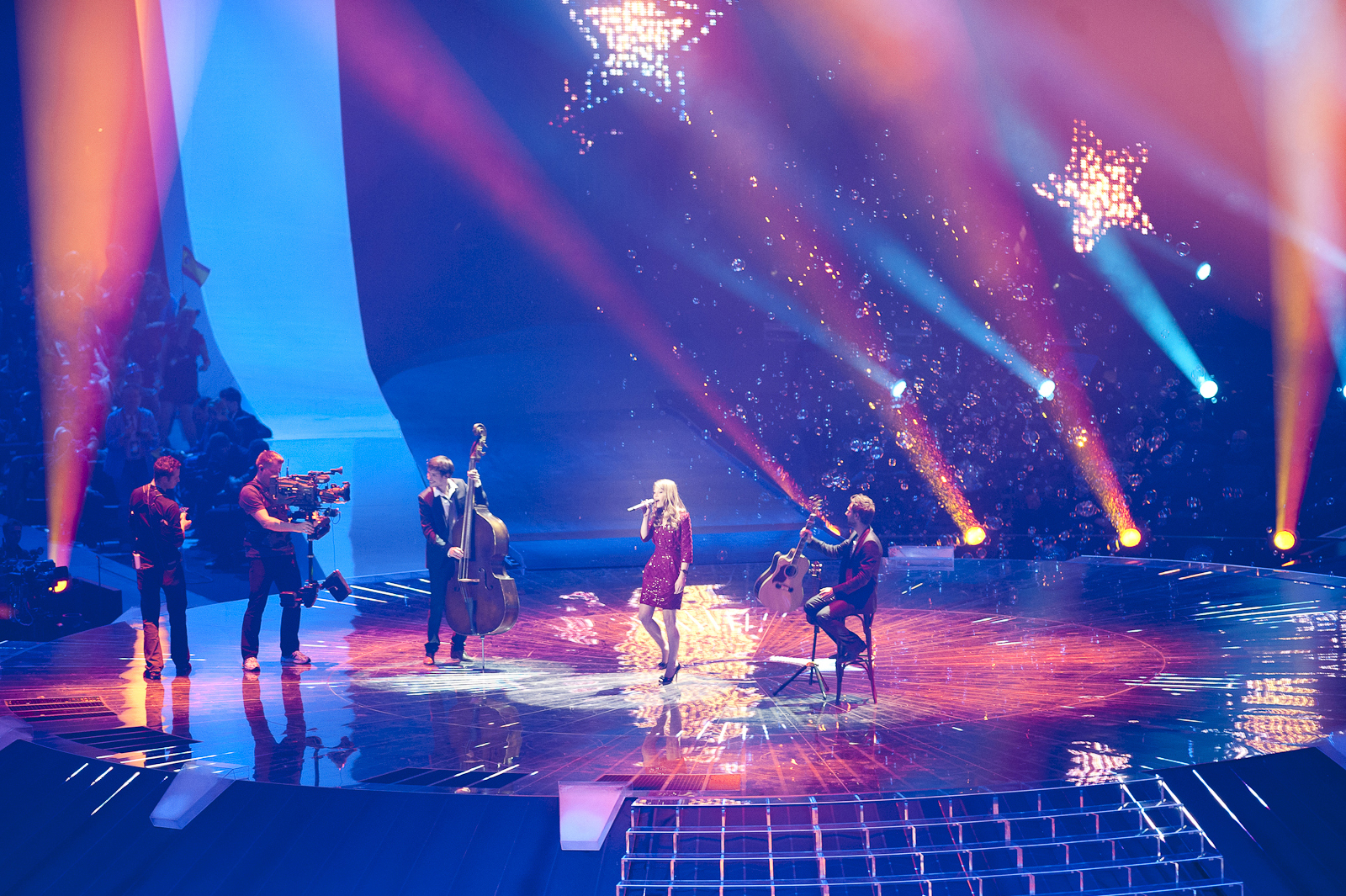
Anna Rossinelli la Düsseldorf (2011)

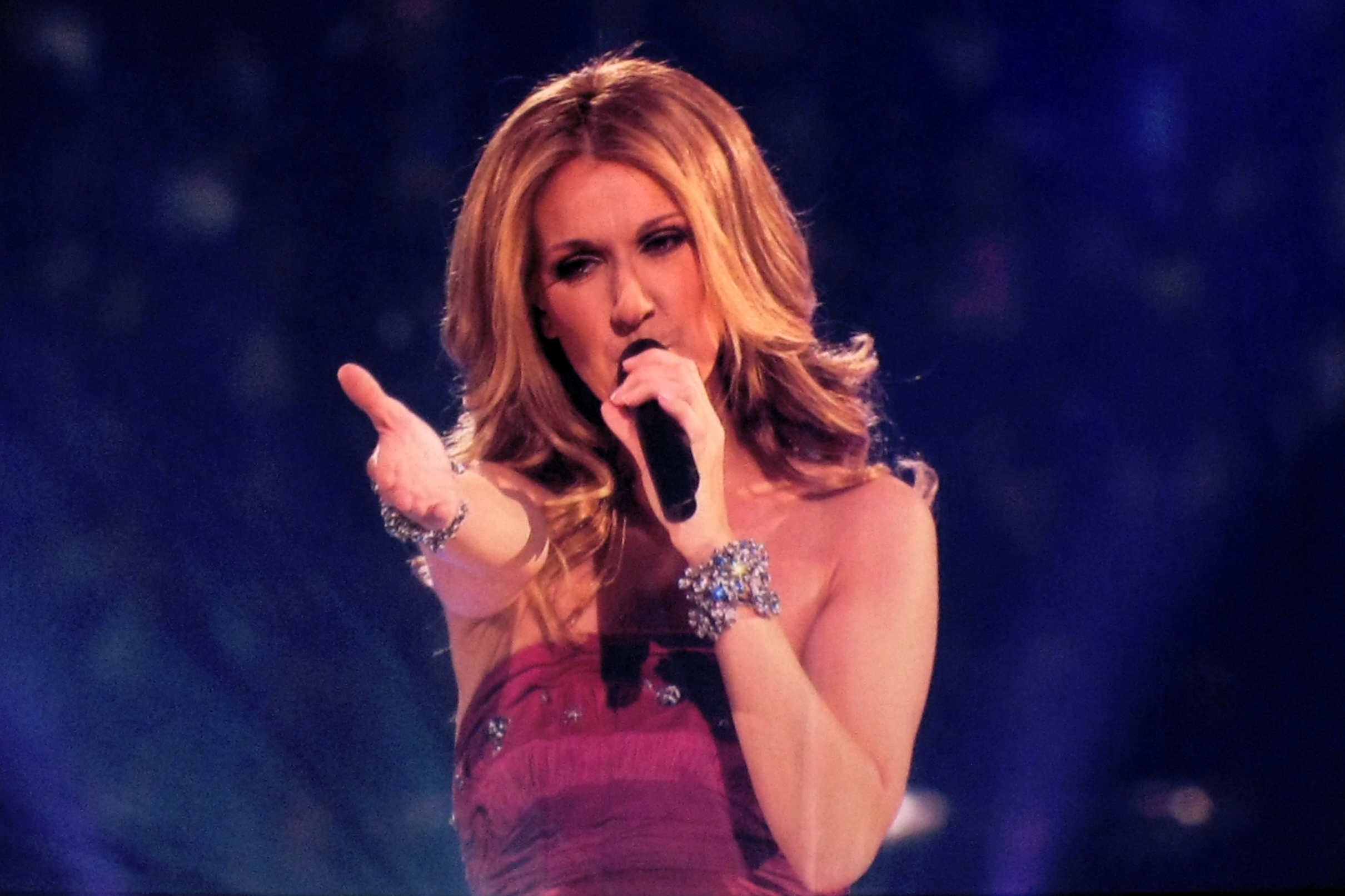
Celine Dion, reprezentanta la Dublin (1988)

| An   | Gazda      | Artist                                   | Titlu                                | Finala | Puncte | Semi       | Puncte     |
| ---- | ---------- | ---------------------------------------- | ------------------------------------ | ------ | ------ | ---------- | ---------- |
| 1956 | Lugano     | Lys Assia                                | "Das alte Karussell"                 | 10     | -      |            |            |
| 1956 | Lugano     | Lys Assia                                | "Refrain"                            | 1      | -      |            |            |
| 1957 | Frankfurt  | Lys Assia                                | "L'enfant que j'étais"               | 8      | 5      |            |            |
| 1958 | Hilversum  | Lys Assia                                | "Giorgio"                            | 2      | 24     |            |            |
| 1959 | Cannes     | Christa Williams                         | "Irgendwoher"                        | 4      | 14     |            |            |
| 1960 | Londra     | Anita Traversi                           | "Cielo e terra"                      | 8      | 5      |            |            |
| 1961 | Cannes     | Franca Di Rienzo                         | "Nous aurons demain"                 | 3      | 16     |            |            |
| 1962 | Luxemburg  | Jean Philippe                            | "Le retour"                          | 10     | 2      |            |            |
| 1963 | Londra     | Esther Ofarim                            | "T'en va pas"                        | 2      | 40     |            |            |
| 1964 | Copenhaga  | Anita Traversi                           | "I miei pensieri"                    | 13     | 0      |            |            |
| 1965 | Napoli     | Yovanna                                  | "Non, à jamais sans toi"             | 8      | 8      |            |            |
| 1966 | Luxemburg  | Madeleine Pascal                         | "Ne vois-tu pas?"                    | 6      | 12     |            |            |
| 1967 | Viena      | Géraldine                                | "Quel cœur vas-tu briser?"           | 17     | 0      |            |            |
| 1968 | Londra     | Gianni Mascolo                           | "Guardando il sole"                  | 13     | 2      |            |            |
| 1969 | Madrid     | Paola del Medico                         | "Bonjour, Bonjour"                   | 5      | 13     |            |            |
| 1970 | Amsterdam  | Henri Dès                                | "Retour"                             | 4      | 8      |            |            |
| 1971 | Dublin     | Peter, Sue and Marc                      | "Les illusions de nos vingt ans"     | 12     | 78     |            |            |
| 1972 | Edinburgh  | Véronique Müller                         | "C'est la chanson de mon amour"      | 8      | 88     |            |            |
| 1973 | Luxemburg  | Patrick Juvet                            | "Je vais me marier, Marie"           | 12     | 79     |            |            |
| 1974 | Brighton   | Piera Martell                            | "Mein Ruf nach Dir"                  | 14     | 3      |            |            |
| 1975 | Stockholm  | Simone Drexel                            | "Mikado"                             | 6      | 77     |            |            |
| 1976 | Haga       | Peter, Sue and Marc                      | "Djambo, Djambo"                     | 4      | 91     |            |            |
| 1977 | Londra     | Pepe Lienhard Band                       | "Swiss Lady"                         | 6      | 71     |            |            |
| 1978 | Paris      | Carole Vinci                             | "Vivre"                              | 9      | 65     |            |            |
| 1979 | Ierusalim  | Peter, Sue, Marc, Pfuri, Gorps and Kniri | "Trödler und Co"                     | 10     | 60     |            |            |
| 1980 | Haga       | Paola                                    | "Cinéma"                             | 4      | 104    |            |            |
| 1981 | Dublin     | Peter, Sue and Marc                      | "Io senza te"                        | 4      | 121    |            |            |
| 1982 | Harrogate  | Arlette Zola                             | "Amour on t'aime"                    | 3      | 97     |            |            |
| 1983 | München    | Mariella Farré                           | "Io così non ci sto"                 | 15     | 28     |            |            |
| 1984 | Luxemburg  | Rainy Day                                | "Welche Farbe hat der Sonnenschein?" | 16     | 30     |            |            |
| 1985 | Göteborg   | Mariella Farré and Pino Gasparini        | "Piano, piano"                       | 12     | 39     |            |            |
| 1986 | Bergen     | Daniela Simmons                          | "Pas pour moi"                       | 2      | 140    |            |            |
| 1987 | Bruxelles  | Carol Rich                               | "Moitié, moitié"                     | 17     | 26     |            |            |
| 1988 | Dublin     | Céline Dion                              | "Ne partez pas sans moi"             | 1      | 137    |            |            |
| 1989 | Lausanne   | Furbaz                                   | "Viver senza tei"                    | 13     | 47     |            |            |
| 1990 | Zagreb     | Egon Egemann                             | "Musik klingt in die Welt hinaus"    | 11     | 51     |            |            |
| 1991 | Roma       | Sandra Simó                              | "Canzone per te"                     | 5      | 118    |            |            |
| 1992 | Malmö      | Daisy Auvray                             | "Mister Music Man"                   | 15     | 32     |            |            |
| 1993 | Millstreet | Annie Cotton                             | "Moi, tout simplement"               | 3      | 148    |            |            |
| 1994 | Dublin     | Duilio                                   | "Sto pregando"                       | 19     | 15     |            |            |
| 1996 | Oslo       | Kathy Leander                            | "Mon cœur l'aime"                    | 16     | 22     |            |            |
| 1997 | Dublin     | Barbara Berta                            | "Dentro di me"                       | 23     | 5      |            |            |
| 1998 | Birmingham | Gunvor                                   | "Lass ihn"                           | 25     | 0      |            |            |
| 2000 | Stockholm  | Jane Bogaert                             | "La vita cos'è?"                     | 20     | 14     |            |            |
| 2002 | Tallinn    | Francine Jordi                           | "Dans le jardin de mon âme"          | 22     | 15     |            |            |
| 2004 | Istanbul   | Piero and the MusicStars                 | "Celebrate!"                         | X      | X      | 22         | 0          |
| 2005 | Kiev       | Vanilla Ninja                            | "Cool Vibes"                         | 8      | 128    | 8          | 114        |
| 2006 | Atena      | six4one                                  | "If We All Give a Little"            | 16     | 30     | X          | X          |
| 2007 | Helsinki   | DJ BoBo                                  | "Vampires Are Alive"                 | X      | X      | 20         | 40         |
| 2008 | Belgrad    | Paolo Meneguzzi                          | "Era stupendo"                       | X      | X      | 13         | 47         |
| 2009 | Moscova    | Lovebugs                                 | "The Highest Heights"                | X      | X      | 14         | 15         |
| 2010 | Oslo       | Michael von der Heide                    | "Il pleut de l'or"                   | X      | X      | 17         | 2          |
| 2011 | Düsseldorf | Anna Rossinelli                          | "In Love for a While"                | 25     | 19     | 10         | 55         |
| 2012 | Baku       | Sinplus                                  | "Unbreakable"                        | X      | X      | 11         | 45         |
| 2013 | Malmö      | Takasa                                   | "You and me"                         | X      | X      | 13         | 41         |
| 2014 | Copenhaga  | Sebalter                                 | "Hunter of Stars"                    | 13     | 64     | 4          | 92         |
| 2015 | Viena      | Mélanie René                             | "Time to Shine"                      | X      | X      | 17         | 4          |
| 2016 | Stockholm  | Rykka                                    | "The Last of Our Kind"               | X      | X      | 18         | 28         |
| 2017 | Kiev       | Timebelle                                | "Apollo"                             | X      | X      | 12         | 97         |
| 2018 | Lisabona   | ZiBBZ                                    | "Stones"                             | X      | X      | 13         | 86         |
| 2019 | Tel Aviv   | Luca Hänni                               | "She Got Me"                         | 4      | 364    | 4          | 232        |
| 2020 | Rotterdam  | Gjon's Tears                             | "Répondez-moi"                       | Anulat | Anulat | Anulat     | Anulat     |
| 2021 | Rotterdam  | Gjon's Tears                             | "Tout l'Univers"                     | 3      | 432    | 1          | 291        |
| 2022 | Torino     | Marius Bear                              | "Boys Do Cry"                        | 17     | 78     | 9          | 118        |
| 2023 | Liverpool  | Remo Forrer                              | "Watergun"                           | 20     | 92     | 7          | 97         |
| 2024 | Malmö      | Nemo                                     | "The Code"                           | 1      | 591    | 4          | 132        |
| 2025 | Basel      | Zoë Më                                   | "Voyage"                             | 10     | 214    | Țara gazdă | Țara gazdă |

## Gazdă
| An   | Oraș     | Locație            | Prezentatori                                      |
| ---- | -------- | ------------------ | ------------------------------------------------- |
| 1956 | Lugano   | Teatro Kursaal     | Lohengrin Filipello                               |
| 1989 | Lausanne | Palais de Beaulieu | Lolita Morena și Jacques Deschenaux               |
| 2025 | Basel    | St. Jakobshalle    | Hazel Brugger, Sandra Studer și Michelle Hunziker |